# 马尔克哈佐
马尔克哈佐，是匈牙利诺格拉德州所辖的一个村。总面积6.31平方公里，总人口231，人口密度36.6人/平方公里（2011年1月1日）。